# 捕食寄生
捕食寄生（ほしょくきせい）とは、生物に見られる寄生の一つの型で、寄生者が宿主を必ず殺してしまう寄生のことである。昆虫に例が多い。

## 概説
寄生虫などと言えば、宿主に深刻な害を与える存在であると考えられがちであるが、必ずしもそうではない。例えば、体長が数mにも達するサナダムシの場合は、宿主には軽微な被害しか与えていない場合が多い。むしろ、宿主に被害を与えると、寄生者自身の生活や生命を危うくするから、被害を少なくする方向に進化したものが目立つ。
これが寄生バチの場合では、親が宿主に産卵すると幼虫は宿主の栄養を取って成長し、成長するとその体を抜け出して成虫になるが、その際に宿主の体を食べ尽くしてしまう例が多い。そこで、これを一般の寄生と区別する場合に、より捕食に近い寄生という意味で、これを捕食寄生と呼ぶ。この語は英語のparasitoidの意訳であるが、直訳的な意味合いとしてはむしろ「寄生に似たもの」に近い。この術語はO.M.Meuter(1913)の造語である。
一般的な寄生者の場合にも、宿主を死に至らしめる程の健康被害をもたらすものもあるが、捕食寄生者の場合は必ず宿主を殺す。その寄生者の生活史のある段階を経るためには宿主を殺す必要があるということである。
真の寄生者の中に宿主を殺してしまうものがある、特に寄生者が中間宿主から終宿主に移行するときに後者が前者を捕食する必要がある場合には、健康被害のみならず寄生者が宿主の行動を制御して捕食されやすくすることも少なくないということが知られる一方で、後述のように捕食寄生者の仲間で宿主の器官の一部だけを食い尽くすが必ずしも個体の命を奪うわけではないものもある。このため両者は連続している側面があり、捕食寄生を真の寄生と区別しない立場もある。

## 特徴
捕食寄生のものには、以下のような特徴がある。
- 寄生者と宿主の大きさの差が小さい。普通の寄生では、宿主の体に住み着く関係上、寄生者の大きさは宿主よりずっと小さいのが普通だが、それほど差がないことが多い。
- 成体は自由生活をする。宿主を殺す以上、繁殖を行う体は自由生活でなければならない。
- 成体に寄生虫によくある体制の退化が見られない。ただし、口器や消化系が退化する場合はある。

もっとも、後の二つの特徴は、普通の寄生者にも見られることがある。また、寄生バチのコバチ類やコマユバチ科の一部のように宿主よりはるかに小さいことも少なくないが、その場合、最終的に1個体の宿主から脱出してくる寄生者の個体数は非常に多くなり、そのバイオマスの総量は宿主のバイオマスに比して非常に大きなものとなる。

## 具体例
動物寄生性の寄生バチの大部分はこの例に当たる。寄生バエにもその例が多いが、ヤドリバエ科のカマキリヤドリバエのように宿主に対して寄生者の体サイズがかなり小さい場合や、同じ科のヒラタヤドリバエ亜科の一部のように幼虫が主にカメムシの生殖腺を摂食するため生命維持に必要な組織の損傷が少ない場合には、宿主の生命を奪うに至らない場合がある。それらの大部分は他の昆虫を宿主とするが、クロバエ科のOnesia属のようにミミズに寄生するハエや、やはりクロバエ科のコクロバエ亜科のように陸生貝類（カタツムリやナメクジ）に寄生するハエなど、昆虫以外の宿主に対して捕食寄生を行う例も知られる。ヒツジバエ科やヒフバエ科のように哺乳類の皮下組織や粘膜に寄生するハエもあるが、これは普通の寄生であって宿主を食い殺すわけではない。ただし、クロバエ科のラセンウジバエやトウヨウラセンウジバエでは人畜の傷口に幼虫が集団で食い込んで組織にひどい損傷を与えるため、宿主を死に至らしめることも少なくない。
なお、ツチハンミョウやヤドリニクバエ類など狩りバチやハナバチの巣に寄生するものでは、寄生者はしばしば宿主の卵や幼虫は食い尽くすが、それだけでは成長を全うするには不十分で、宿主の親が蓄えた餌（麻酔されている獲物や花粉団子）を食べて成長を完了する。幼虫が生存できない寄生である点では捕食寄生と同じであるが、宿主の親が幼虫のために餌を蓄えた巣を乗っ取る寄生型のハナバチや、近縁のアリの巣を乗っ取って奴隷化するサムライアリなどとともに、労働寄生に分類されることが多い。
また、幼虫が宿主の卵塊や蛹室・繭に侵入して卵や蛹を食い尽くして成長する、という型の生活史をもつものがあり、マメハンミョウ（宿主：バッタ）やミイデラゴミムシ（宿主：ケラ）、カマキリモドキ（宿主：日本で確認されている種ではクモ）などの例がある。これも寄生と見なす場合が多く、その場合にはこれも捕食寄生的であるが、この範疇に含めるかどうかは意見が分かれる。

## 微生物の例
寄生性の微生物で宿主を殺すものはむしろ病原体と言われるが、捕食寄生であると言われる例もある。例えばハエカビは昆虫の体内で増殖し、昆虫が死ぬと内部には休眠胞子を形成し、外に向けては分生子を作るようになる。また冬虫夏草類はやはり昆虫に寄生し、殺した後に体外に子実体を形成する。これらは宿主を殺すことで生活環を完了できるから、捕食寄生的と言える。よりそれらしいのは、トリモチカビ科のゼンマイカビで、アメーバなどの微生物に寄生するものだが、普通は宿主一個体に一つだけが寄生し、その内部に渦巻いた菌体を形成し、外部に胞子を作る。

## 実際的な差異
このような型の寄生生物は、いくつかの点で一般的な寄生生物とは異なった特徴をもつ。普通の寄生虫は宿主を殺さないので、必ずしも宿主の天敵としては機能しない（生殖能力を失う例はある）。例えば害虫防除のために天敵を利用する場合、病原菌かこのような捕食寄生のものがよく使われる。通常の寄生虫ではこのような効果は期待できない。
生態学で群集や種間関係を考える場合も、この二つを区別して考える必要があることもある。例えば食物連鎖を考える場合、一般の寄生者と宿主の関係は、捕食者と被食者との関係とは見なせない。寄生者と宿主だけを取れば確かに栄養を宿主から得ると言えるが、宿主に対する捕食者から見た場合、餌に寄生生物が入っているかどうかは問題にならない。したがって、食物連鎖全体で見れば、寄生者と宿主の関係は宿主体内の問題に押し込まれた形で見えなくなる。しかし、捕食寄生の場合には、寄生生活中は一般の寄生者と同じに考えられるが、そう長くない期間の間に宿主を殺して独立してしまうから、捕食-被食関係と見なせる。